# Kabinett George W. Bush
Das Kabinett Bush bestand aus den Ministern des 43. Präsidenten der Vereinigten Staaten, George W. Bush sowie weiteren Amtsträgern der Exekutive, die Kabinettsrang innehatten. Während George W. Bushs achtjähriger Amtszeit als Präsident der Vereinigten Staaten von 2001 bis 2009 fanden im Lauf der Zeit im Vergleich zu den Kabinetten früherer US-Präsidenten viele personelle Veränderungen statt.
Mit vier Amtsinhabern gab es im Office of Management and Budget am häufigsten einen Wechsel.
Innerhalb des Kabinetts gab es mehrere personelle Umbesetzungen. Michael Leavitt, von 2003 bis 2005 Leiter der Umweltschutzbehörde EPA, war ab 2005 Gesundheitsminister. Joshua Bolten, der zwischen 2003 und 2006 Direktor des Office of Management and Budget war, wurde 2006 zum Stabschef des Weißen Hauses ernannt. Rob Portman, zwischen 2005 und 2006 Handelsvertreter der USA, übte von 2006 bis 2007 das Amt des Direktors des Office of Management and Budget aus. Das Ministerium für Innere Sicherheit (Department of Homeland Security) wurde erst 2003 gegründet; somit war Tom Ridge der erste Leiter dieses Ressorts.
Norman Mineta war das einzige nicht-republikanische Kabinettsmitglied. Er war gleichzeitig der erste Asiatische Amerikaner in einem US-Kabinett.

## Mehrheit im Kongress
| Präsident                         | Präsident          | Kongress | Haus    | Haus    | Senat  | Senat              | Gesamt             | Gesamt                |
| --------------------------------- | ------------------ | -------- | ------- | ------- | ------ | ------------------ | ------------------ | --------------------- |
|                                   | George W. Bush (R) | 107.     |         | 222/435 |        | 49/100             |                    | Divided government A1 |
| 108.                              | George W. Bush (R) | 229/435  |         | 51/100  |        | Unified government |                    |                       |
| 109.                              | George W. Bush (R) | 233/435  | 55/100  |         |        | Unified government |                    |                       |
| 110.                              | George W. Bush (R) |          | 202/435 |         | 49/100 |                    | Divided government |                       |
| Quelle: Repräsentantenhaus, Senat | George W. Bush (R) |          |         |         |        |                    |                    |                       |

## Das Kabinett
| Ressort / Amt                                               | Amtsinhaber            | Partei | Partei           | Zeitraum  | Bild |
| ----------------------------------------------------------- | ---------------------- | ------ | ---------------- | --------- | ---- |
| Präsident der Vereinigten Staaten                           | George W. Bush         |        | Republikaner (R) | 2001–2009 |      |
| Vizepräsident der Vereinigten Staaten                       | Richard Cheney         |        | R                | 2001–2009 |      |
| Ministerämter                                               |                        |        |                  |           |      |
| Außenminister der Vereinigten Staaten                       | Colin Powell           |        | R                | 2001–2005 |      |
| Außenminister der Vereinigten Staaten                       | Condoleezza Rice       |        | R                | 2005–2009 |      |
| Finanzminister der Vereinigten Staaten                      | Paul O’Neill           |        | R                | 2001–2002 |      |
| Finanzminister der Vereinigten Staaten                      | John W. Snow           |        | R                | 2003–2006 |      |
| Finanzminister der Vereinigten Staaten                      | Henry Paulson          |        | R                | 2006–2009 |      |
| Verteidigungsminister der Vereinigten Staaten               | Donald Rumsfeld        |        | R                | 2001–2006 |      |
| Verteidigungsminister der Vereinigten Staaten               | Robert Gates           |        | R                | 2006–2009 |      |
| Justizminister der Vereinigten Staaten                      | John Ashcroft          |        | R                | 2001–2005 |      |
| Justizminister der Vereinigten Staaten                      | Alberto R. Gonzales    |        | R                | 2005–2007 |      |
| Justizminister der Vereinigten Staaten                      | Michael Mukasey        |        | R                | 2007–2009 |      |
| Innenminister der Vereinigten Staaten                       | Gale Norton            |        | R                | 2001–2006 |      |
| Innenminister der Vereinigten Staaten                       | Dirk Kempthorne        |        | R                | 2006–2009 |      |
| Landwirtschaftsminister der Vereinigten Staaten             | Ann Veneman            |        | R                | 2001–2005 |      |
| Landwirtschaftsminister der Vereinigten Staaten             | Mike Johanns           |        | R                | 2005–2007 |      |
| Landwirtschaftsminister der Vereinigten Staaten             | Ed Schafer             |        | R                | 2007–2009 |      |
| Handelsminister der Vereinigten Staaten                     | Donald Louis Evans     |        | R                | 2001–2005 |      |
| Handelsminister der Vereinigten Staaten                     | Carlos Gutierrez       |        | R                | 2005–2009 |      |
| Arbeitsminister der Vereinigten Staaten                     | Elaine Chao            |        | R                | 2001–2009 |      |
| Gesundheitsminister der Vereinigten Staaten                 | Tommy Thompson         |        | R                | 2001–2005 |      |
| Gesundheitsminister der Vereinigten Staaten                 | Michael Leavitt        |        | R                | 2005–2009 |      |
| Bildungsminister der Vereinigten Staaten                    | Roderick Paige         |        | R                | 2001–2005 |      |
| Bildungsminister der Vereinigten Staaten                    | Margaret Spellings     |        | R                | 2005–2009 |      |
| Bauminister der Vereinigten Staaten                         | Mel Martínez           |        | R                | 2001–2003 |      |
| Bauminister der Vereinigten Staaten                         | Alphonso Jackson       |        | R                | 2003–2008 |      |
| Bauminister der Vereinigten Staaten                         | Steve Preston          |        | R                | 2008–2009 |      |
| Verkehrsminister der Vereinigten Staaten                    | Norman Mineta          |        | Demokrat (D)     | 2001–2006 |      |
| Verkehrsminister der Vereinigten Staaten                    | Mary Peters            |        | R                | 2006–2009 |      |
| Energieminister der Vereinigten Staaten                     | Spencer Abraham        |        | R                | 2001–2005 |      |
| Energieminister der Vereinigten Staaten                     | Samuel Bodman          |        | R                | 2005–2009 |      |
| Kriegsveteranenminister der Vereinigten Staaten             | Anthony Principi       |        | R                | 2001–2005 |      |
| Kriegsveteranenminister der Vereinigten Staaten             | Jim Nicholson          |        | R                | 2005–2007 |      |
| Kriegsveteranenminister der Vereinigten Staaten             | James Peake            |        | R                | 2007–2009 |      |
| Minister für Innere Sicherheit der Vereinigten Staaten      | Tom Ridge              |        | R                | 2003–2005 |      |
| Minister für Innere Sicherheit der Vereinigten Staaten      | Michael Chertoff       |        | R                | 2005–2009 |      |
| Andere Mitglieder im Kabinettsrang                          |                        |        |                  |           |      |
| Stabschef des Weißen Hauses                                 | Andrew Card            |        | R                | 2001–2006 |      |
| Stabschef des Weißen Hauses                                 | Joshua Bolten          |        | R                | 2006–2009 |      |
| Leiter der Umweltschutzbehörde                              | Christine Todd Whitman |        | R                | 2001–2003 |      |
| Leiter der Umweltschutzbehörde                              | Michael Leavitt        |        | R                | 2003–2005 |      |
| Leiter der Umweltschutzbehörde                              | Stephen L. Johnson     |        | R                | 2005–2009 |      |
| Direktor des Office of Management and Budget                | Mitchell Elias Daniels |        | R                | 2001–2003 |      |
| Direktor des Office of Management and Budget                | Joshua Bolten          |        | R                | 2003–2006 |      |
| Direktor des Office of Management and Budget                | Rob Portman            |        | R                | 2006–2007 |      |
| Direktor des Office of Management and Budget                | Jim Nussle             |        | R                | 2007–2009 |      |
| Direktor des Bundesamts für Nationale Drogenkontrollpolitik | John P. Walters        |        | R                | 2001–2009 |      |
| Handelsvertreter der Vereinigten Staaten                    | Robert Zoellick        |        | R                | 2001–2005 |      |
| Handelsvertreter der Vereinigten Staaten                    | Rob Portman            |        | R                | 2005–2006 |      |
| Handelsvertreter der Vereinigten Staaten                    | Susan Schwab           |        | R                | 2006–2009 |      |

## Berater der US-Präsidenten
- Counselor to the President